# Johan Galtung
Johan Galtung (født 24. oktober 1930 i Oslo, død 17. februar 2024) var en norsk sociolog, matematiker og professor med speciale i freds- og konfliktløsning.
Han tilhørte den norske adelsslægt Galtung.

## CV
- Columbia University, New York, Department of sociology: instructor/assistant professor 1957-1960
- International Peace Research Institute (Institut for fredsforskning), Oslo: grundlægger og direktør 1959-1969
- Journal of Peace Research: grundlægger 1964, redaktør til 1974
- FLACSO, Santiago: UNESCO professor 1962-1963, 1965, 1969
- Universitetet i Oslo: professor i konflikt- og fredsforskning 1969-1977
- Inter-University Centre, Dubrovnik: generaldirektør, 1973-1977
- Inst. Univ. d'études du développement, Geneva: professeur invite, 1977-1982
- United Nations University, Genéve/Tokyo: project coordinator, utviklingsforskning, 1977-1981
- Université Nouvelle Transnationale, Paris: Recteur, 1984-1995
- University of Hawai'i: distinguished professor, fredsforskning, 1987-1995
- Olof Palme-professor, fredsforskning, Stockholm, 1990-1991
- Universitet Witten/Herdecke: professor i globaløkonomi, 1988-1999
- Universitetet i Tromsø: Professor II,: sociologi, 1995-1999
- Ritsumeikan University, Kyoto: fredsforskning, 1997-1999
- Direktør TRANSCEND, Et netværk for fred og udvikling 1993.

## Priser og udmærkelser
- Alternativ Rosenkjær-pris, København, 1975.
- Alternativ Reith Lecture on Disarmament and Peace, Newcastle, 1981.
- Right Livelihood Award (»Alternative Nobel Peace Prize«), 1987.
- Norsk Humanistpris, Oslo, 1988.
- Sokrates-Prisen, Vuxenuppläring, Stockholm, 1990.
- Bajaj International Prize for Promoting Gandhian Values, Bombay, 1993.
- Alo'ha International Award, Honolulu, 1995.
- Norsk Sosiologforenings hederspris, Oslo, 2001.

## Freds- og konfliktteori
Galtung udviklede begrebet strukturel vold samt teorier om imperialisme og om, hvordan nyheder udvælges i massemedierne. Hans arbejde bygger på en analyse af forskellige kulturers værdisystemer og er ofte kritisk mod de vestlige samfund.
Galtung definerer fred som det modsatte af vold, ikke det modsatte af krig, og siger bl.a. "at arbejde for fred er at udvide spektrummet for de ikke-voldelige muligheder". Han har deltaget som konfliktmægler i mere end 40 konflikter over hele verden, såsom Sri Lanka, Afghanistan, og Ecuador.
Konfliktløsning beskriver han som to drenges kamp om en appelsin. Johan Galtung hævder, at der kan opstilles fem løsninger på konflikten:
- Den ene dreng får appelsinen, den anden bliver vred og pønser på hævn
- Den anden dreng får appelsinen, den første dreng bliver vred og pønser på hævn.
- Den kedelige, diplomatiske løsning: hver dreng får en halv appelsin, hver dreng bliver kun delvist tilfreds
- Appelsinen bliver smidt væk og ingen får noget
- Drengene presser appelsinen, deler saften, sår kernerne i en ny fælles appelsinlund, og nyder frugterne og lunden i fællesskab fremover.

Som det fremgår, fremhæver Galtung den sidste løsning som den ideelle og tilføjer, at løsningen for at kunne bære skal vokse ud af “drengene” selv, samt at begge parter må give afkald på noget for at få mere til fælles deling. Han brugte denne løsning med succes i Mellemamerika hvor Ecuador Og Peru havde ligget i krig fire gange over 500 kvadratkilometer territorie. Via konfliktmægling nåede parterne frem til at danne et fælles naturreservat og gøre området binationalt.[kilde mangler]